# Felipe Perrone

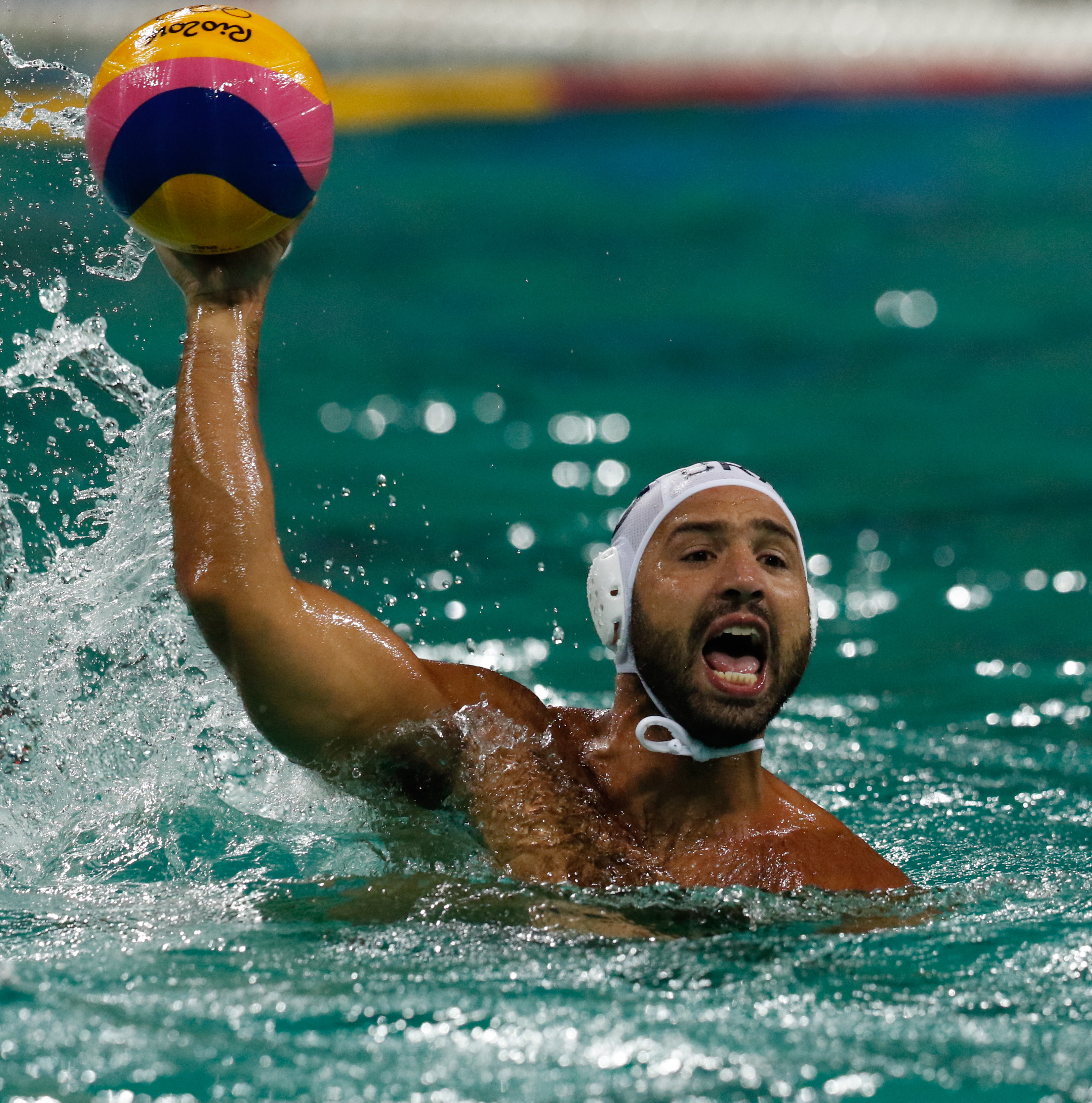
Felipe Perrone bei den Olympischen Spielen 2016

Felipe Perrone Rocha (* 27. Februar 1986 in Rio de Janeiro) ist ein brasilianisch-spanischer Wasserballspieler. Mit der brasilianischen Nationalmannschaft war er 2003 und 2015 Zweiter bei den Panamerikanischen Spielen. Mit der spanischen Nationalmannschaft war er Weltmeister 2022 und 2025, Weltmeisterschaftszweiter 2009 und 2019 sowie Weltmeisterschaftsdritter 2007, 2023 und 2024. Bei Europameisterschaften gewann er bis 2024 einmal Gold, zweimal Silber und zweimal Bronze.

## Nationalität und Familie
Perrone trat bis 2004 für sein Geburtsland Brasilien an. Von 2005 bis 2012 wirkte er in der spanischen Mannschaft mit. Nach der Weltmeisterschaft 2013 wechselte er zurück nach Brasilien, ab 2018 spielte er wieder für Spanien.
Felipe Perrones Vater spielte Wasserball und sein älterer Bruder Ricardo Perrone nahm 1995 für Brasilien an den Panamerikanischen Spielen und 2008 für Spanien an den Olympischen Spielen teil.

## Sportliche Karriere
Der 1,83 Meter große Felipe Perrone spielte bei Vereinen in Spanien, Italien, Brasilien und Kroatien. Mit dem Club Natació Barcelona war er 2004 und 2005 spanischer Meister, mit dem Club Natació Atlètic Barceloneta gewann er zwischen 2006 und 2024 14 Meistertitel. Außerdem war er 2011 und 2012 italienischer Meister mit Pro Recco, 2012 brasilianischer Meister mit Fluminense sowie 2016 und 2017 kroatischer Meister mit VK Jug Dubrovnik. In den 21 Jahren von 2003 bis 2024 gewann Perrone 21 Meistertitel, nur in der Saison 2007/08 blieb er mit Rari Nantes Savona titellos.

### Für Brasilien bis 2004
Bei der Weltmeisterschaft 2001 wurde Perrone mit der brasilianischen Mannschaft Zwölfter, zwei Jahre später belegte die brasilianische Mannschaft den 13. Platz bei der Weltmeisterschaft 2003.
In Perrones erster Zugehörigkeitsphase zur brasilianischen Nationalmannschaft waren die Panamerikanische Spiele 2003 der Höhepunkt. Die Brasilianer erreichten das Endspiel und unterlagen dann der Mannschaft aus den Vereinigten Staaten mit 7:13. Für die Olympischen Spiele 2004 qualifizierte sich aus Amerika nur das US-Team.

### Für Spanien von 2005 bis 2013
Ab 2005 spielte Perrone in der spanischen Nationalmannschaft. Bei den Mittelmeerspielen in Almeria siegte die spanische Mannschaft vor den Italienern. Bei der Weltmeisterschaft 2005 schied die spanische Mannschaft im Viertelfinale gegen die Ungarn aus. Bei der Europameisterschaft 2006 in Belgrad gewannen die Spanier im Viertelfinale gegen die Griechen und unterlagen im Halbfinale gegen die Ungarn. Das Spiel um den dritten Platz gewannen sie mit 10:4 gegen die rumänische Mannschaft. 2007 bei der Weltmeisterschaft in Melbourne bezwangen die Spanier im Viertelfinale die Italiener und verloren im Halbfinale gegen die Ungarn. Das Spiel um den dritten Platz gegen die Serben gewannen die Spanier im Penaltyschießen. 2008 in Peking nahm Perrone erstmals an Olympischen Spielen teil. Die Spanier belegten in ihrer Vorrundengruppe den zweiten Platz hinter den Ungarn. Im letzten Gruppenspiel bei 10:6 über die Griechen warf Perrone allein sieben Tore. Im Viertelfinale verloren die Spanier gegen die Serben und wurden letztlich Fünfte. Perrone erzielte insgesamt 16 Tore im Verlauf des Turniers.
Bei den Mittelmeerspielen 2009 wurden die Spanier Zweite hinter den Serben. Bei der Weltmeisterschaft 2009 in Rom besiegten die Spanier im Viertelfinale die Kanadier und im Halbfinale die Mannschaft aus den Vereinigten Staaten. Im Finale unterlagen sie den Serben im Penaltyschießen. Perrone warf acht Turniertore und verwandelte im Finale seinen Penalty. 2011 bei der Weltmeisterschaft in Shanghai unterlagen die Spanier im Viertelfinale den Italienern und belegten am Ende den fünften Platz. 2012 in London nahm Perrone zum zweiten Mal an Olympischen Spielen teil. Die Spanier trafen als Vorrundendritte im Viertelfinale auf die Mannschaft aus Montenegro und unterlag 9:11. Letztlich wurden die Spanier Sechste. Perrone warf im Turnierverlauf 16 Tore. 2013 bei der Weltmeisterschaft in Barcelona unterlagen die Gastgeber im Viertelfinale gegen die Italiener mit 3:4. Mit Siegen über Serbien und Griechenland erreichten sie den fünften Platz. Perrone erzielte neun Tore.

### Für Brasilien 2015 und 2016
Bei den Panamerikanischen Spielen 2015 in Toronto trafen die Brasilianer im Finale auf das US-Team und verloren 9:11. Perrone erzielte insgesamt 19 Treffer, davon drei im Finale. 2016 bei den Olympischen Spielen in seiner Geburtsstadt war Perrone Mitglied der Mannschaft des Gastgeberlandes. Die Brasilianer erreichten das Viertelfinale mit drei Siegen in der Vorrunde. Nach der Viertelfinalniederlage gegen die Kroaten belegten die Brasilianer letztlich den achten Platz, wobei sie das Spiel um den siebten Platz mit 8:9 gegen die spanische Mannschaft verloren.

### Für Spanien ab 2018
Bei der Europameisterschaft 2018 in Barcelona besiegten die Spanier im Viertelfinale die Griechen und im Halbfinale die Italiener. Im Finale gegen die Serben unterlagen die Spanier im Penaltyschießen, nachdem es am Ende der regulären Spielzeit 7:7 gestanden war. Perrone warf insgesamt acht Tore, davon zwei im Endspiel. Bei der Weltmeisterschaft 2019 in Gwangju gewannen die Spanier im Viertelfinale gegen die Serben und im Halbfinale gegen die Kroaten, im Endspiel unterlagen sie den Italienern. Im Januar 2020 bei der Europameisterschaft in Budapest besiegten die Spanier im Viertelfinale erneut die Serben und im Halbfinale die Kroaten. Im Finale unterlagen sie den Ungarn nach Penaltyschießen.
Die für den Sommer 2020 geplanten Olympischen Spiele in Tokio wurden wegen der COVID-19-Pandemie erst 2021 ausgetragen. Die Spanier gewannen ihre Vorrundengruppe vor den Kroaten und den Serben. Nach einem Viertelfinalsieg über das Team aus den Vereinigten Staaten unterlagen die Spanier im Halbfinale gegen die Serben. Im Spiel um den dritten Platz verloren sie gegen die Ungarn. 2022 fand ab Ende Juni die Weltmeisterschaft in Budapest statt. In der Vorrunde unterlagen die Kanadier den Spaniern mit 2:19 und zogen dann ihre Mannschaft wegen zahlreicher COVID-19-Fälle zurück. Das Spiel wurde annulliert und damit auch Perrones fünf Tore. Die Spanier gewannen im Viertelfinale gegen Montenegro und im Halbfinale gegen Kroatien. Im Endspiel bezwangen sie die Italiener im Penaltyschießen. Ende August 2022 begann in Kroatien die Europameisterschaft 2022. Die Spanier gewannen das Viertelfinale gegen die Griechen und verloren im Halbfinale gegen die Ungarn. Mit einem 7:6 gegen die Italiener erkämpften die Spanier die Bronzemedaille.
2023 bei der Weltmeisterschaft in Fukuoka bezwangen die Spanier im Viertelfinale die französische Mannschaft. Nach einem 11:12 gegen die Ungarn im Halbfinale besiegten die Spanier im Spiel um Bronze die Serben. Im Januar 2024 fand die Europameisterschaft in Kroatien statt. Mit Siegen über Rumänien im Viertelfinale und über Italien im Halbfinale erreichten die Spanier das Finale. Dort gewannen sie mit 11:10 gegen die Kroaten. Perrone hatte im Halbfinale zwei Tore geworfen, im Finale gelang ihm kein Treffer. Im Februar 2024 bei der Weltmeisterschaft in Doha besiegten die Spanier im Viertelfinale die Mannschaft aus Montenegro mit 15:12, Perrone warf in diesem Spiel fünf Tore. Nach der Halbfinalniederlage gegen die Italiener gewannen die Spanier mit einem Sieg über die Franzosen die Bronzemedaille. Bei den Olympischen Spielen in Paris, Perrones fünfter Olympiateilnahme, gewannen die Spanier ihre Vorrundengruppe und verloren im Viertelfinale gegen die Kroaten. Letztlich wurden die Spanier Sechste.
2025 bei der Weltmeisterschaft in Singapur besiegten die Spanier im Viertelfinale die Mannschaft aus Montenegro mit 14:5. Das Halbfinale gegen die Griechen entschieden die Spanier erst im Penaltyschießen für sich. Im Finale bezwangen sie die Ungarn mit 15:13. Im Finale erzielte Perrone zwei Tore.